# رود ترکتی
رود ترکتی (به لاتین: Terekty River) یک رود مشترک در چین و قزاقستان است.